# セーター
セーター（英: sweater [ˈswɛtər]）は、編み物による衣類で、トップスにあたるものの総称。日本でも稀に、英語の原音に近い「スエーター」と表記されることもある。
セーターの形状としてプルオーバー（英: pullover）とカーディガン（英: cardigan）が代表的である。プルオーバーは、頭からかぶって着るもので、前後の開きがない衣類の総称。カーディガンは、前開き型になっていて、ボタンやファスナーでとめるものである。

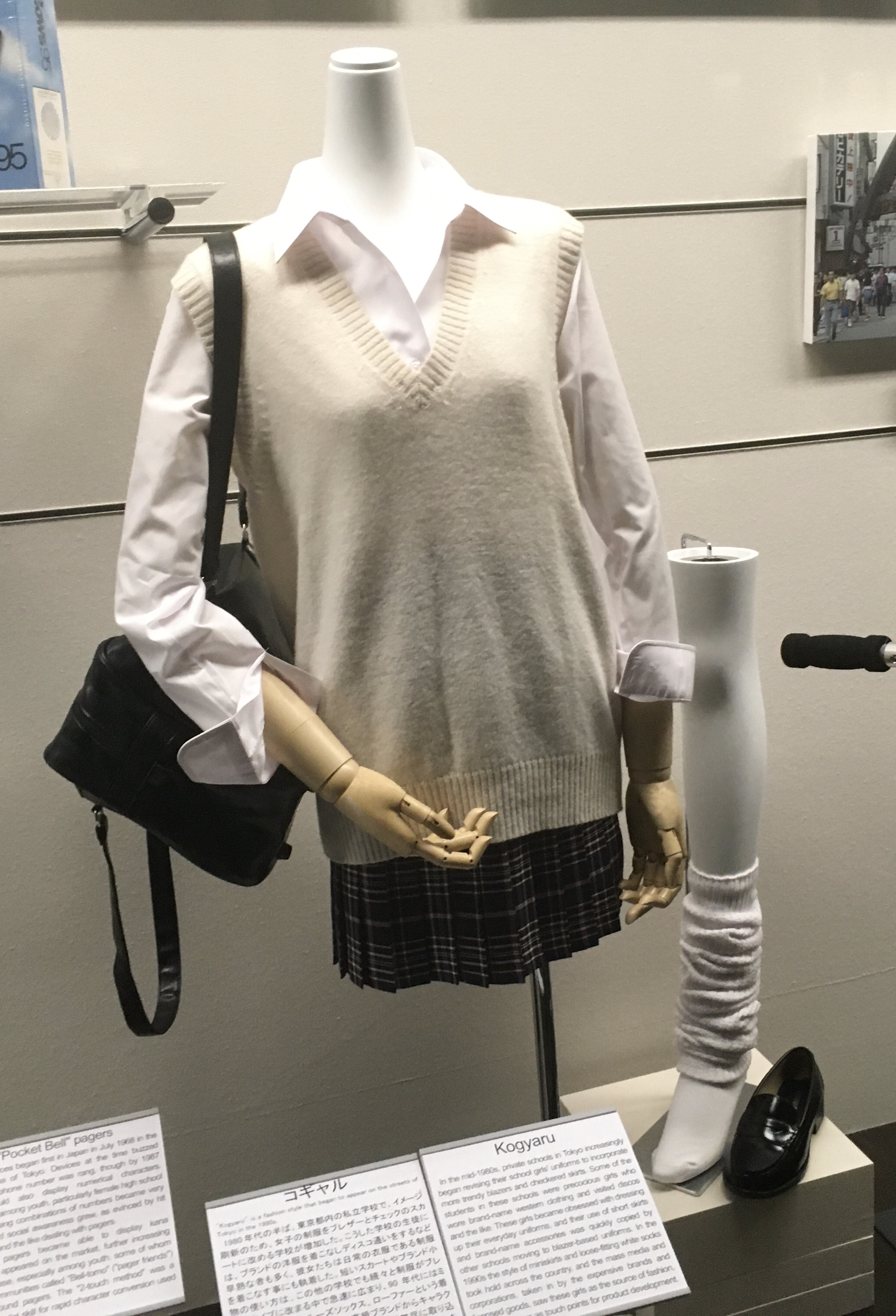
コギャルのセーターベスト

英語圏ではノースリーブのベスト等もセーター・ベストなどとよばれるが、日本でセーターというと一般にはプルオーバーのみを指すので、当項目もプルオーバーについてのみ詳述する。

## 特徴
ウールやカシミアなどの動物繊維による、太目の糸で編んだものが代表的である。綿などの植物繊維や化学繊維からも作られる。完成品が市販されているほか、毛糸を購入して手編みする人も多い。
日本では1980年代から1990年代にかけて編み図とともに人気芸能人がセーターを着てモデルになった編物本『セーターブック』が流行した。
保温効果に富み、防寒用上着や胴着として着用されることが多い。ただし、セーターだけでは糸の隙間からの外気や湿気・水分の侵入を完全に防ぐことは難しい。20世紀初頭の南極点到達競争においては、毛皮を着用したノルウェーのアムンセン隊に対し、イギリスのスコット隊はウールを防寒具として採用したことが失敗の原因の一つであると考えられている。
天然素材のセーターは害虫に食われることが多い。
また、洗濯する時には、ウール用洗剤を使うか、ドライクリーニングなどの適切な方法で洗わないと縮んでしまう。これは、ウールなどの繊維の表面にあるウロコ状のスケールと呼ばれるものが水分によって開き、摩擦などの力によってスケール同士が絡んでしまうためである。この縮みは、ある程度は修復することが出来るが、縮み切ったものについては元に戻すことはできない。

## 製法
前身頃・後身頃・袖の4つのパーツをそれぞれ編んで成型したあと、それらを繋ぎ合わせて作るのが一般的。布としての編み地（流し編み）を切ったり縫ったりすることで成型して作る衣類はカットソーに分類され、それとは明確に区別される。

## 歴史
11世紀、ノルマン人が地中海シチリアに進出した際、ノルマン人はイスラム世界の手芸技術を学び、イギリス海峡に位置するガーンジー島、ジャージー島に伝えた。イギリスでは、この2つの島がセーターの起源の地とされている。セーターはイスラムの手芸技術が基礎になっている。もともと、寒い海に漁に出る漁師の作業着などに使われる丈夫なものとして存在していたわけである。
日本語の「セーター」は英語の「sweater スウェター」を音写したもので、英語のsweat（汗をかく）に由来する。1891年にアイビーリーグのフットボール選手がトレーニングする際、汗をかいて減量するために編物の上着をユニフォームとして用いたのが元とされ、その他のスポーツでも着用されるようになって一般化していった。ここで言う「sweater」は、今で言うジャージやスウェットのような意味合いが強い。英語圏でこうした名前で認知されるようになったのは、この頃からであり、あくまで英語圏の表現である。フランス語では汗に関係づけるような言葉では呼ばない。

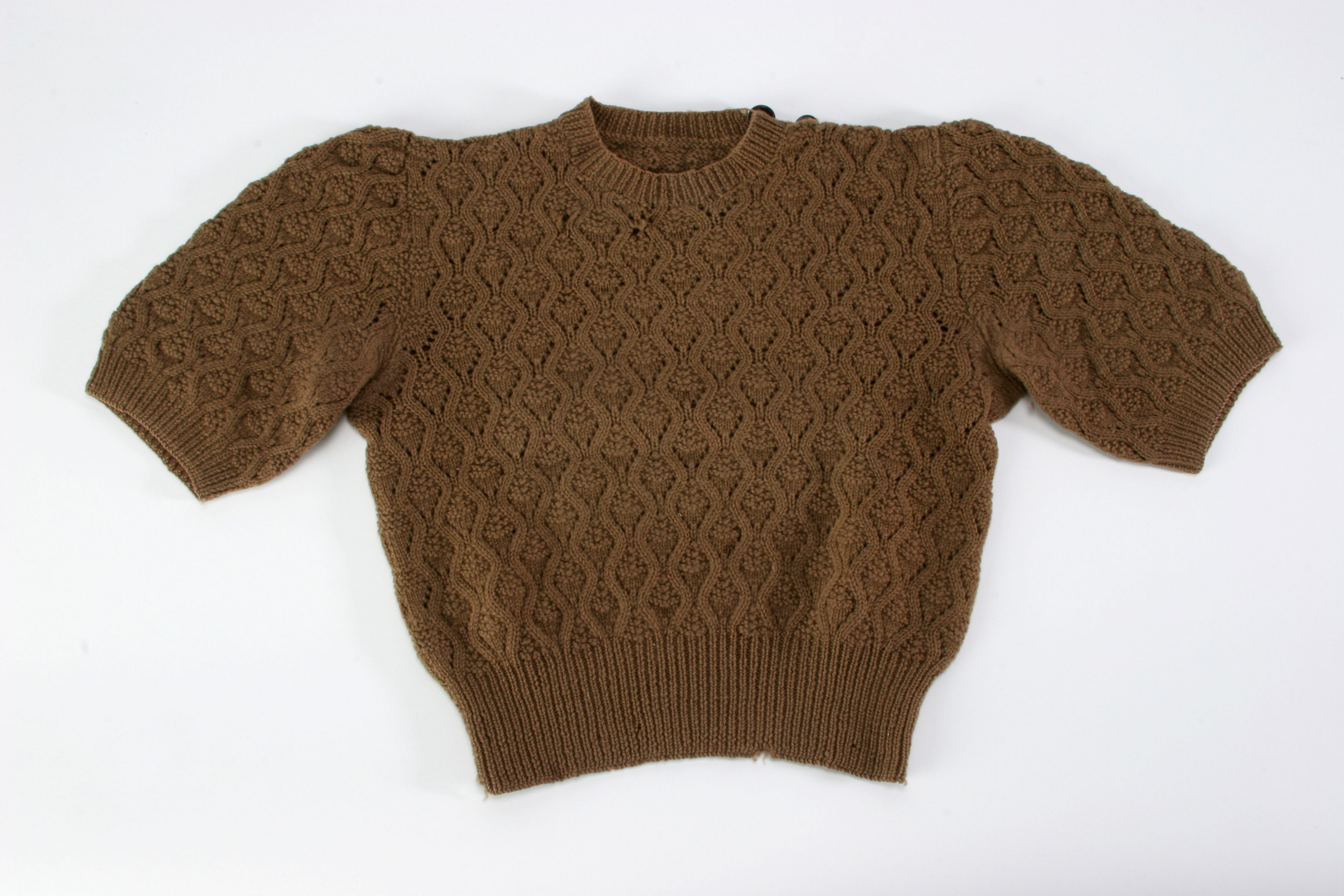
1940年代のニットジャージ

伸縮性と着易さというセーターの長所は昔から変わらぬが、20世紀には編機による「機械編み」の導入によって大量生産が可能になり、一般の人々にも普段着として普及していった。防寒として冬に着られることの多かったセーターであったが、夏にも着られる綿製のサマーセーターが作られることで、一年を通して着られるようになった。現在では、フォーマルやアフタヌーン・ドレス用のセーターも作られ、日常着の範疇に留まっていない。

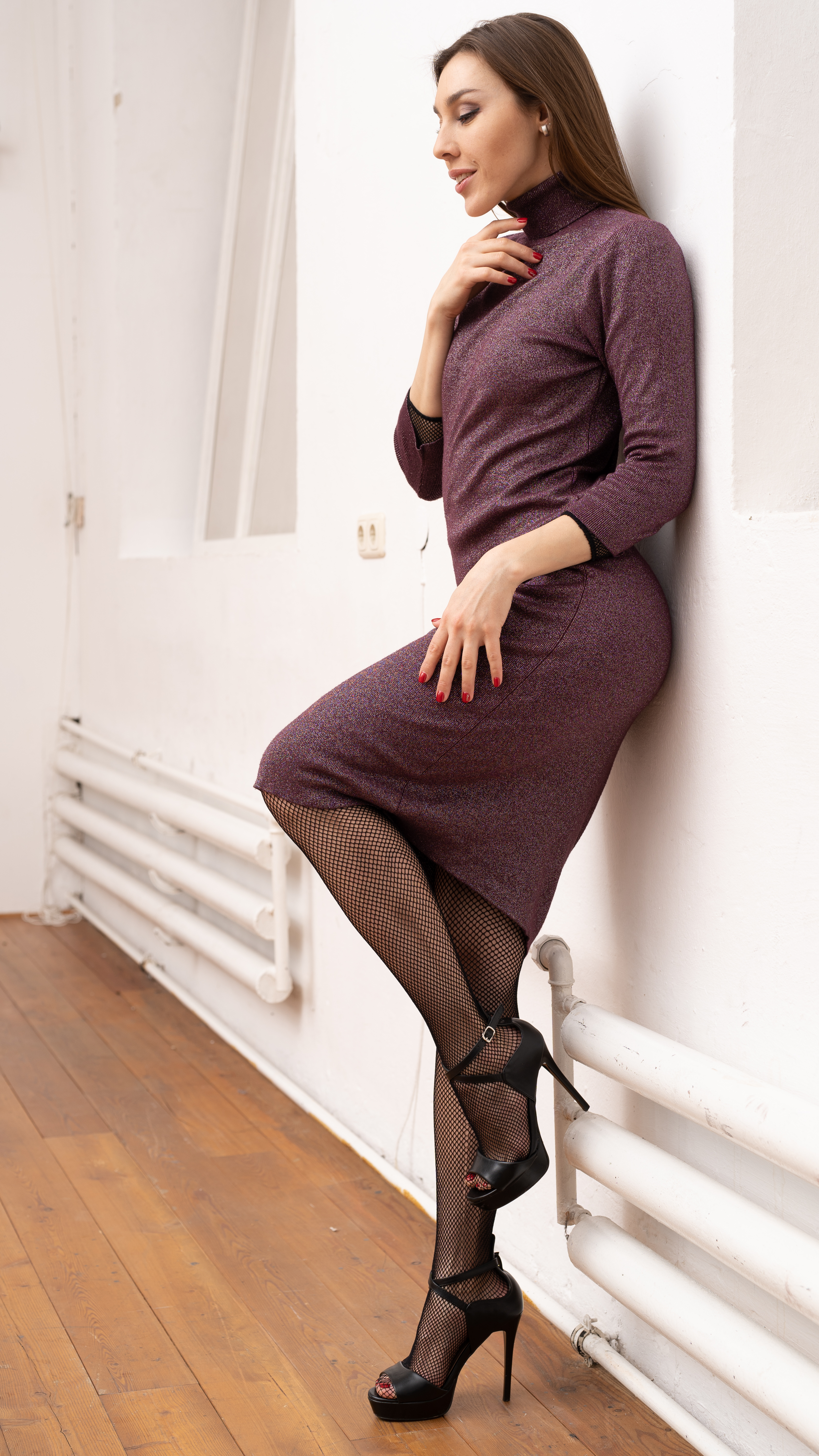
タートルネックのセータードレス

他の衣料と同じく、基本的には上記のように実用性やおしゃれさを求めるものであるが、欧米では過剰な柄で編まれて、人前で着るのが恥ずかしいセーターを、ジョークとして楽しむ文化が存在する。

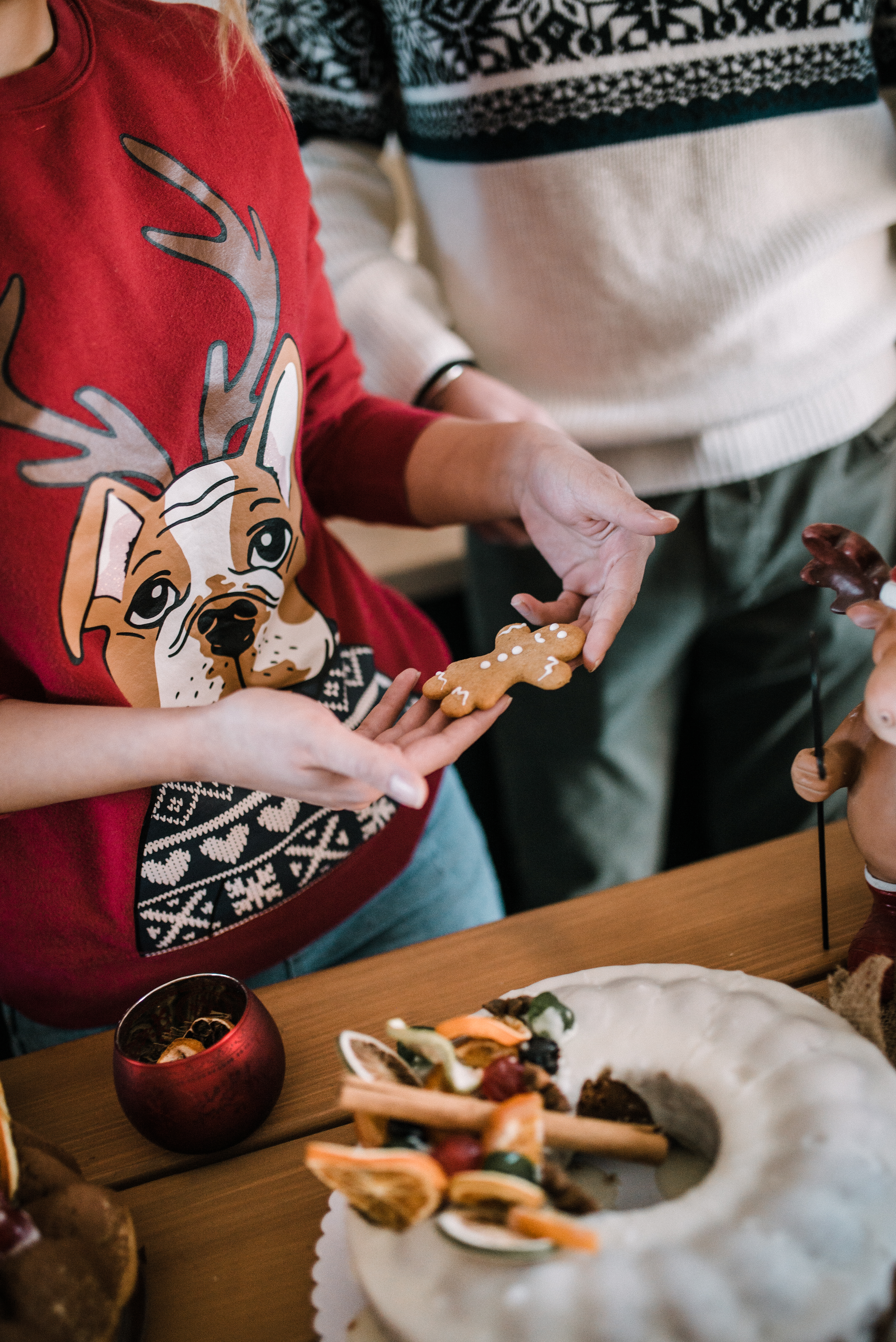
アグリー・クリスマス・セーター一例

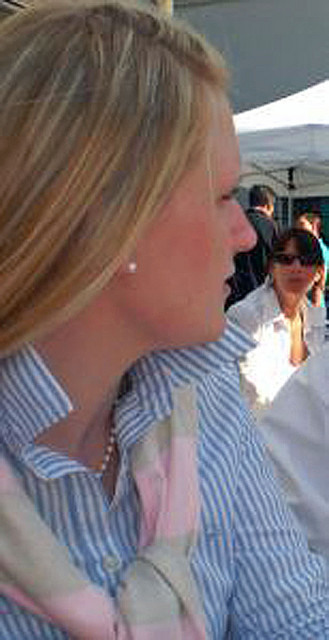
プロデューサー巻き

## 種類
セーターは、その形状や模様、使用目的、由来となった地域などから多くの種類がある。
衿明きの形状では、V型、ラウンド型、タートルネックなど。
編み方でも、「手芸編」と「機械編」に分類され、特に女性から送られる手芸編（手編み）のセーターは、愛情を込められたものとして扱われることがある。

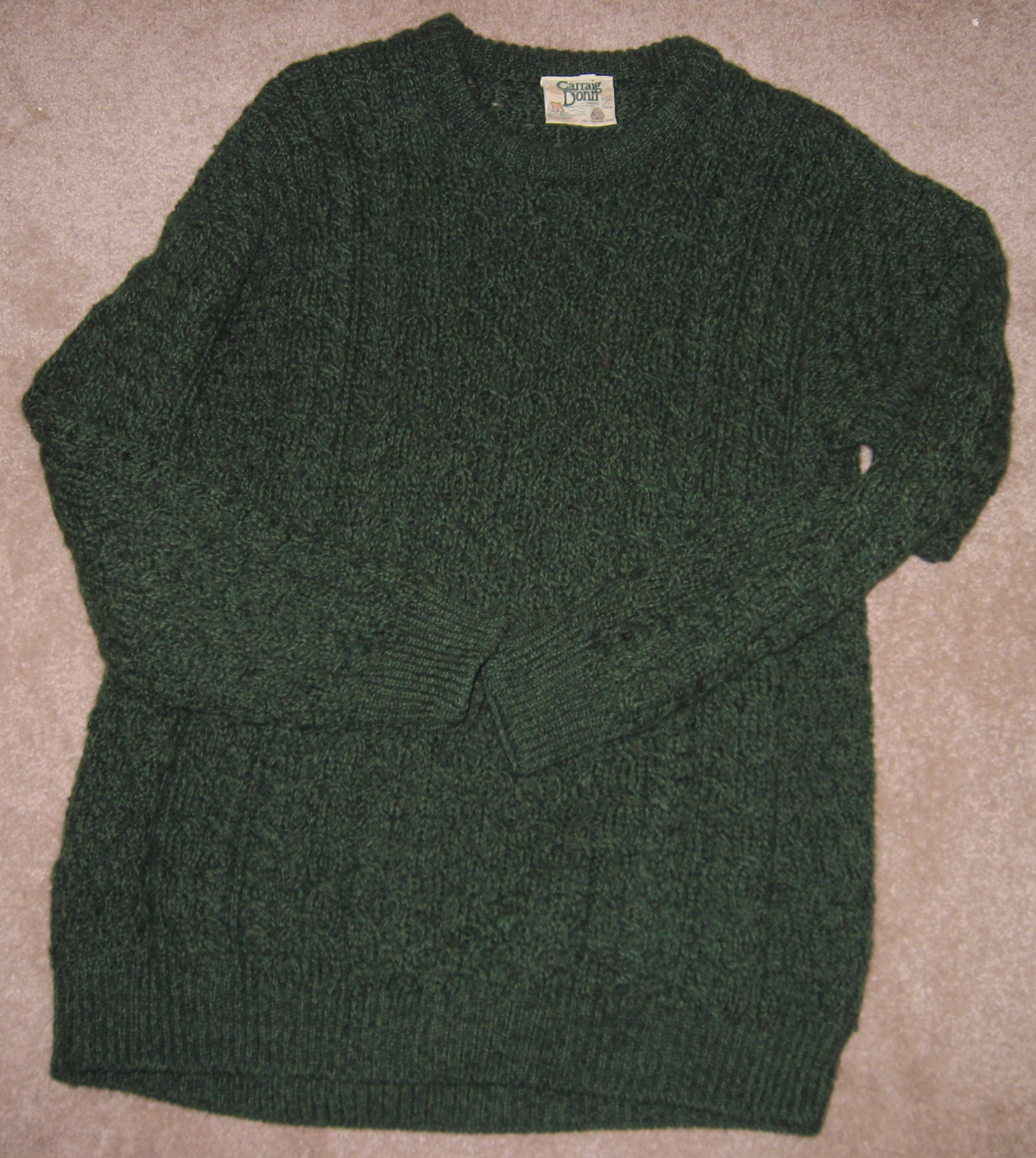
アランセーター

### アランセーター (Aran sweater)
アイルランドのアラン諸島を発祥としている。フィッシャーマンズセーターのひとつで、縄状の独特の編み込みとハニカムなどの模様が特徴。アラン諸島では、昔から漁業が主な産業であったため、防水と防寒を目的としてアランセーターは誕生した。古くから仕事着としてはもちろん、普段着としても着用されていた。縄状の編み方は、漁に使うロープや命綱を指しており、大漁など様々な願いが込められている。その模様は家によって違っていて、遭難死の際の個人識別と家紋のような意味合いもあった。
なおこの説を俗説とする説もある。

### カウチンセーター (Cowichan sweater)

カウチンセーター（サンダーバードのデザイン）

カナダのバンクーバー島に住む先住民のカウチン人に由来する。白やグレー系をベースにして、狩猟文化を反映した自然や伝説に関する文様（特に動物が多い）と幾何学的なデザインを組み合わせたものが編み込まれているのが特徴。現在は、広くカウチン族の伝統工芸として知られているが、元は19世紀初頭にスコットランド人からカウチン族に編み物の技術が伝えられたものが基本となっている。
その技術と、古くから伝わる芸術的な要素が融合することで、独特のデザインを持つカウチンセーターが成り立ったのである。狩猟の際の作業着として用いられたため、太い毛糸で編まれ、厚地で丈夫に作られており、（本来のものは）脂肪分を抜かないために撥水性と防寒性も高い。

### フィッシャーマンズセーター (Fisherman’s sweater)
アイルランドやスコットランドなどに住む漁師（Fisherman / フィッシャーマン）の仕事着を起源とするセーターの総称。凹凸がはっきりした縄状のケーブル編みが印象的である。厚手のもので、漁師の仕事上に必要な防水性と防寒性に優れているのが特徴。
本来は多少匂いが残るような未脱脂、未染色の毛糸で編まれるが、現在ではデザインのみのもの、脱脂染色後にオイルを染み込ませたものなどが一般的である。アランセーターはフィッシャーマンズセーターの一種であり、アイルランド西方のアラン諸島で造られたのが起源。
日本では、1960年代に広まった。
- 英国風トラディショナル・スタイルを取り入れた米国東海岸の名門大学生アイビー・リーガーズ。フィッシャーマンズ・セーターを着て汗をかき、体重調整をするスポーツ選手たちや文系の学生たちの服装を模範に、1954年に石津謙介（1911年-2005年）がVANブランドを発表し、アイビールックとして日本に紹介する。これ以降、フィッシャーマンズ・セーターも銀座みゆき通りを闊歩し、流行の最先端を行く「みゆき族」に大いに受け入れられ、全国へ普及する。Ralph Lauren 2013 Fall/Winter Womenswear runway collection ショーの終わりに喝采を浴びるラルフ・ローレンはオーソドックスなフィッシャーマンズ・セーターを着用する。

## 関連項目

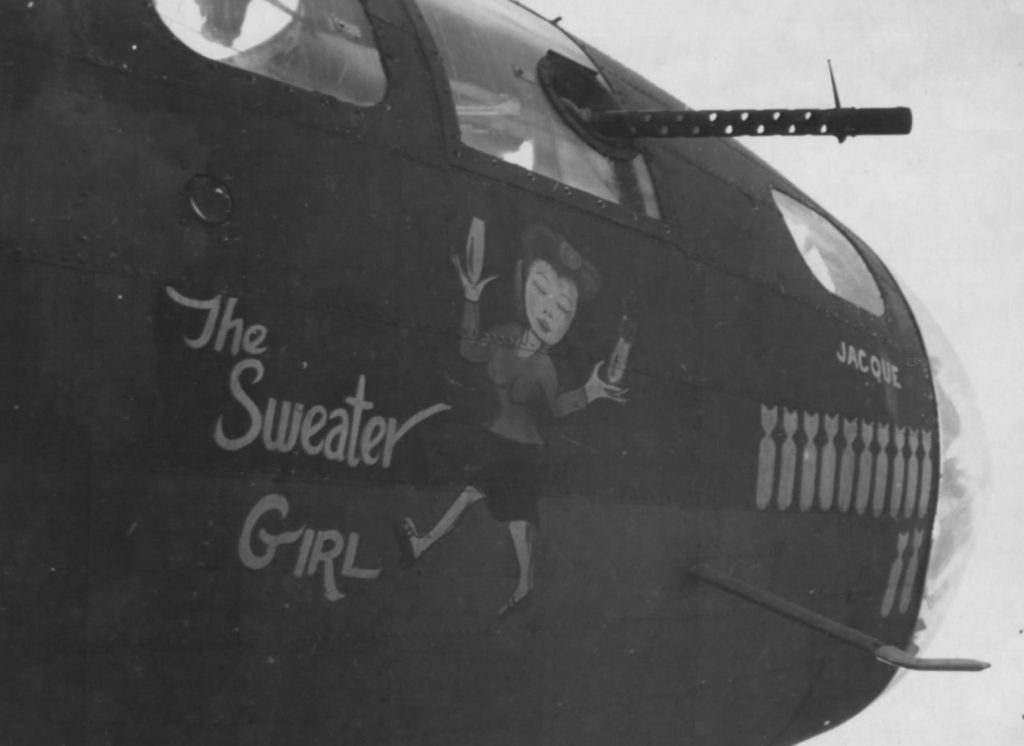
B-17のノーズアートになったセーターガール

### その他のセーター

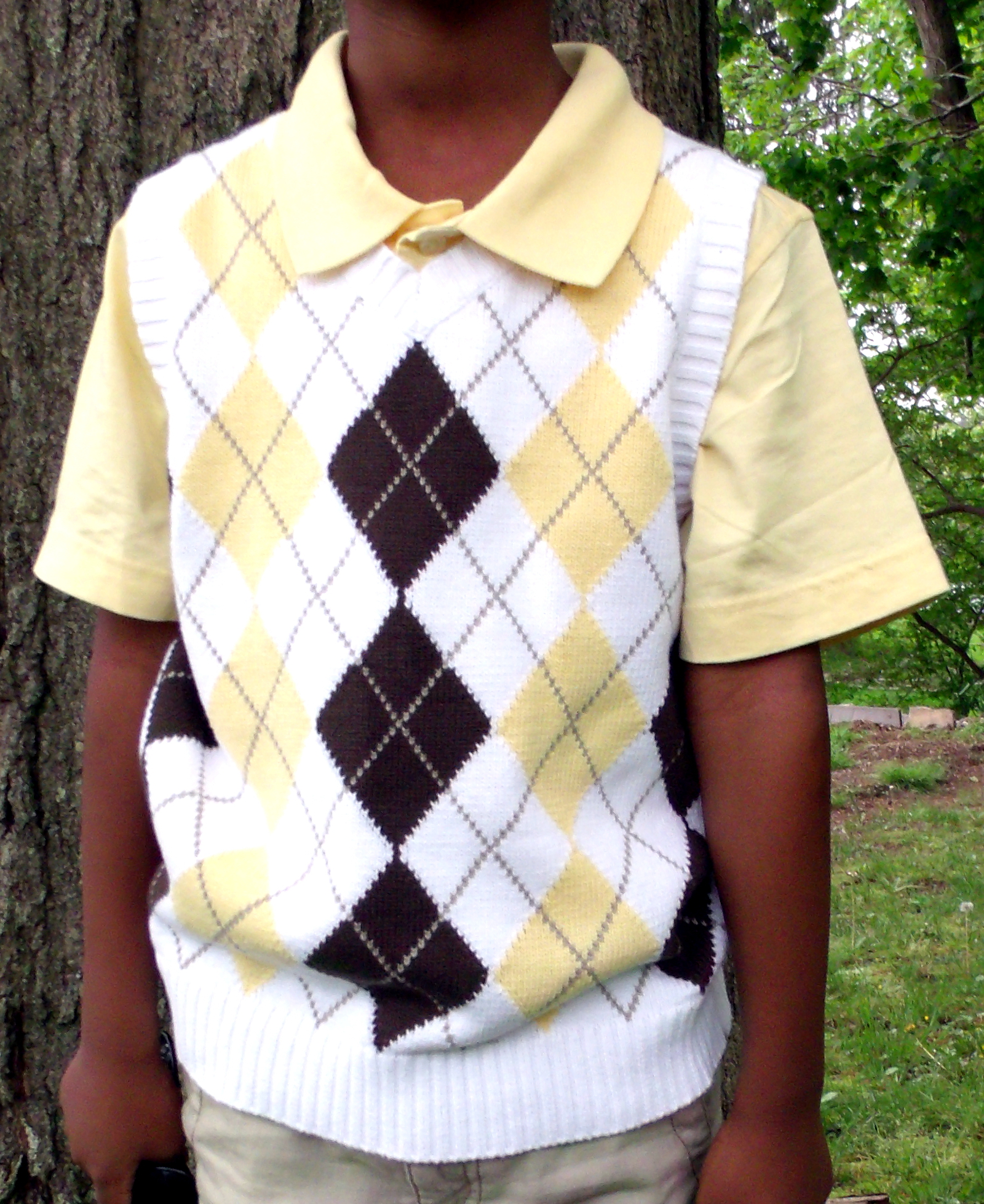
アーガイル模様のセーターベスト

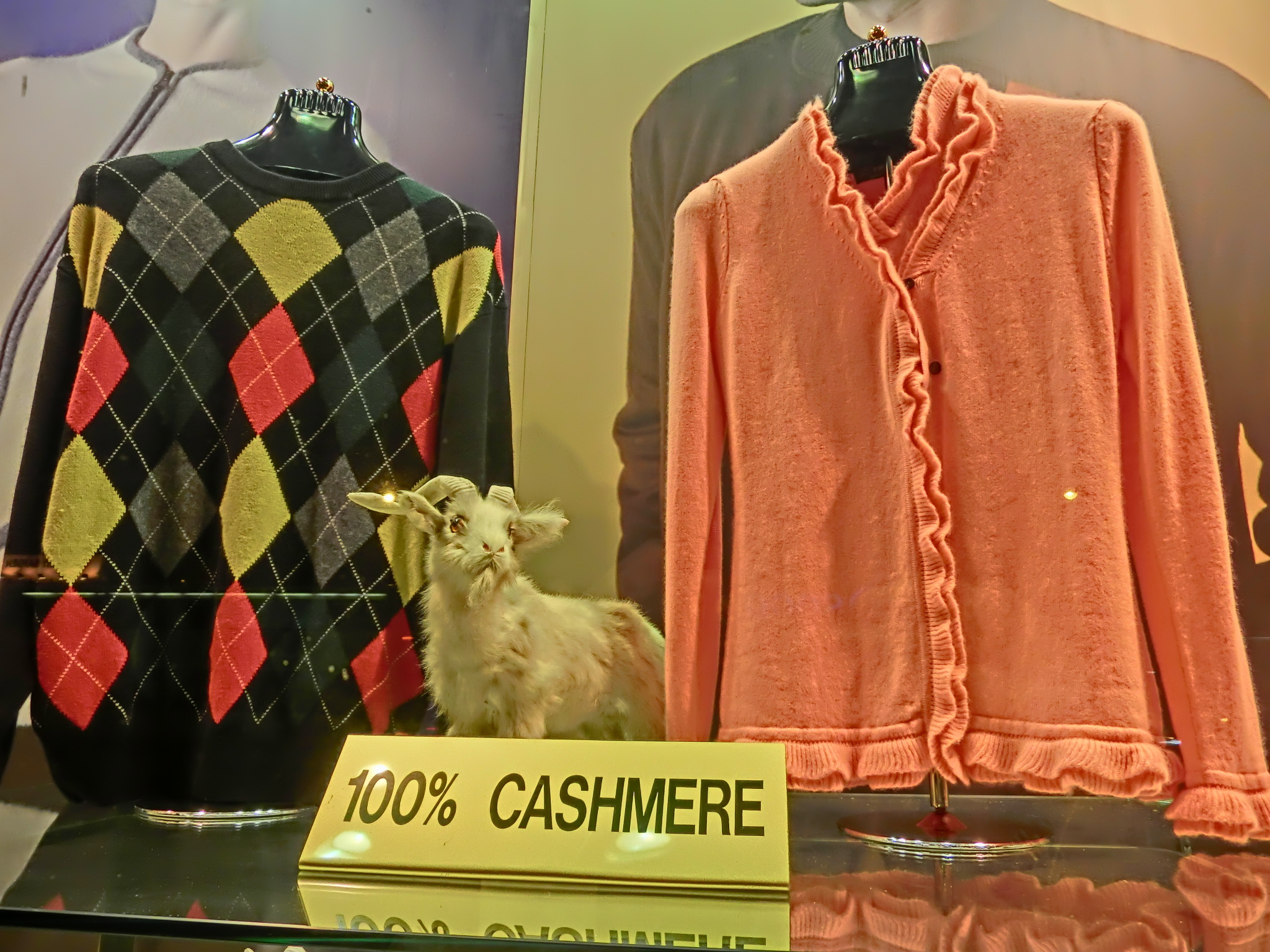
カシミア

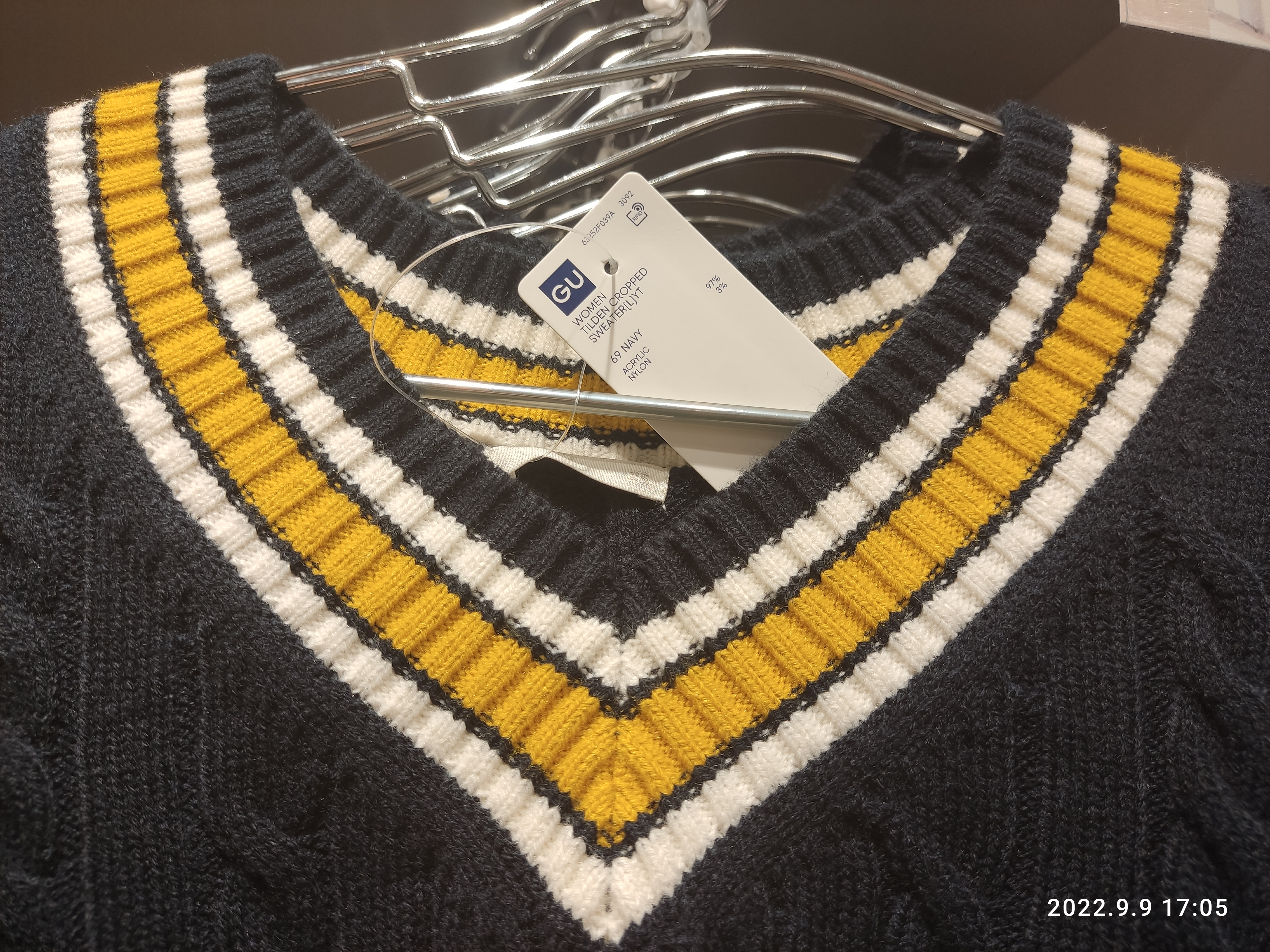
チルデンセーター

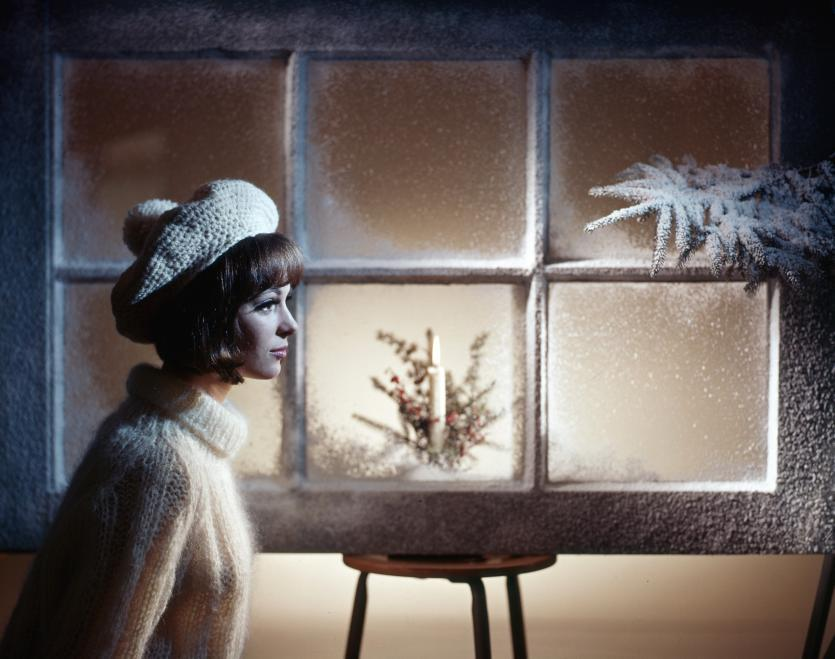
モヘア

アーガイルセーター (Argyle sweater)
菱形の格子模様（アーガイル）が特徴の英国伝統的なセーター。
アイビーセーター (Ivy sweater)
アーガイルセーターの一種で、アイビールックによく見られる。
アンゴラセーター (Angora sweater)
アンゴラウサギの毛素材の糸で編まれたセーター。ふわふわと軽く、長い毛足が特徴。
エンブレムセーター (Emblem sweater)
オーバーセーター (Over sweater)
オイルドセーター (Oiled sweater)
脱脂をしない毛から編まれる撥水性と保温性の高いセーター、フィッシャーマンズセーターやカウチンセーターがこれに当たる。
ガーンジーセーター
カシミアセーター (Cashmere sweater)
カシミアヤギの毛素材の糸で編まれたセーター。やわらかな肌触りで、保温性が高い。カシミアの割合が大きいと独特の光沢が出てくる。
クリケットセーター (Cricket sweater)
クリケットで着用されるセーター。ケーブル網みで、裾やVネックに沿ってラインが入っている。テニスセーターの基になったと言われている。
サマーセーター (Summer sweater)
サマーニットの一種。夏でも快適に着られるように、通気性、吸水性、肌触りが重視され、植物繊維や化学繊維のものが多い。
シェーカーセーター (Shaker sweater)
粗めに編まれたセーター。18世紀中頃にイギリスで生まれたキリスト教の一派である「シェーカー」に由来する。
シェトランドセーター (Shetland sweater)
シェトランド島産の羊毛から作られた毛糸で編まれたセーター。それに似せて作られたものもシェトランドセーターと言われる。軽くて保温性に富む。
シュリンクセーター (Shrink sweater)
スカンジナビアセーター (Scandinavia sweater)
スカンジナビア半島一帯に伝わる雪の結晶などの模様が編みこまれたバルキーセーターの一種。
スクールセーター（School sweater）
学校用制服として着用されるセーター。もしくは、それ風のセーター。レターセーターとも呼ばれる。
チルデンセーター (Tilden sweater)
ケーブル網みで、裾やVネックに沿って紺や赤のストライプのラインが入っている。アメリカのテニスプレイヤーであるウイリアム・チルデン（1893年-1953年）の名前が由来になっている。テニスセーターとも言われる。
ツインセーター (Twin sweater)
デザインと色をそろえたプルオーバーとカーディガンを組み合わせたセーター。ツイン・セット、ツイン・ニットとも言われる。1930年代に広まった。
テニスセーター (Tennis sweater)
テニスで着用されるセーター。チルデンセーターとも言われる。
ノルディックセーター (Nordic sweater)
北欧に伝わる雪の結晶やトナカイの模様が編みこまれたセーター。
バルキーセーター (Bulky sweater)
「バルキー」はかさばった、暑いの意味。名前の示すとおり、厚手でふっくらとして、ゆったりとしたシルエットが特徴。
モヘアセーター (Mohair sweater)
モヘヤ（アンゴラヤギの毛）の毛糸で編まれたセーター。長いしなやかな毛足が特徴。
ラグビージャージ
ラグビーで着用されるジャージであるが、セーターとして着用する人もいる。